# Visserijdok

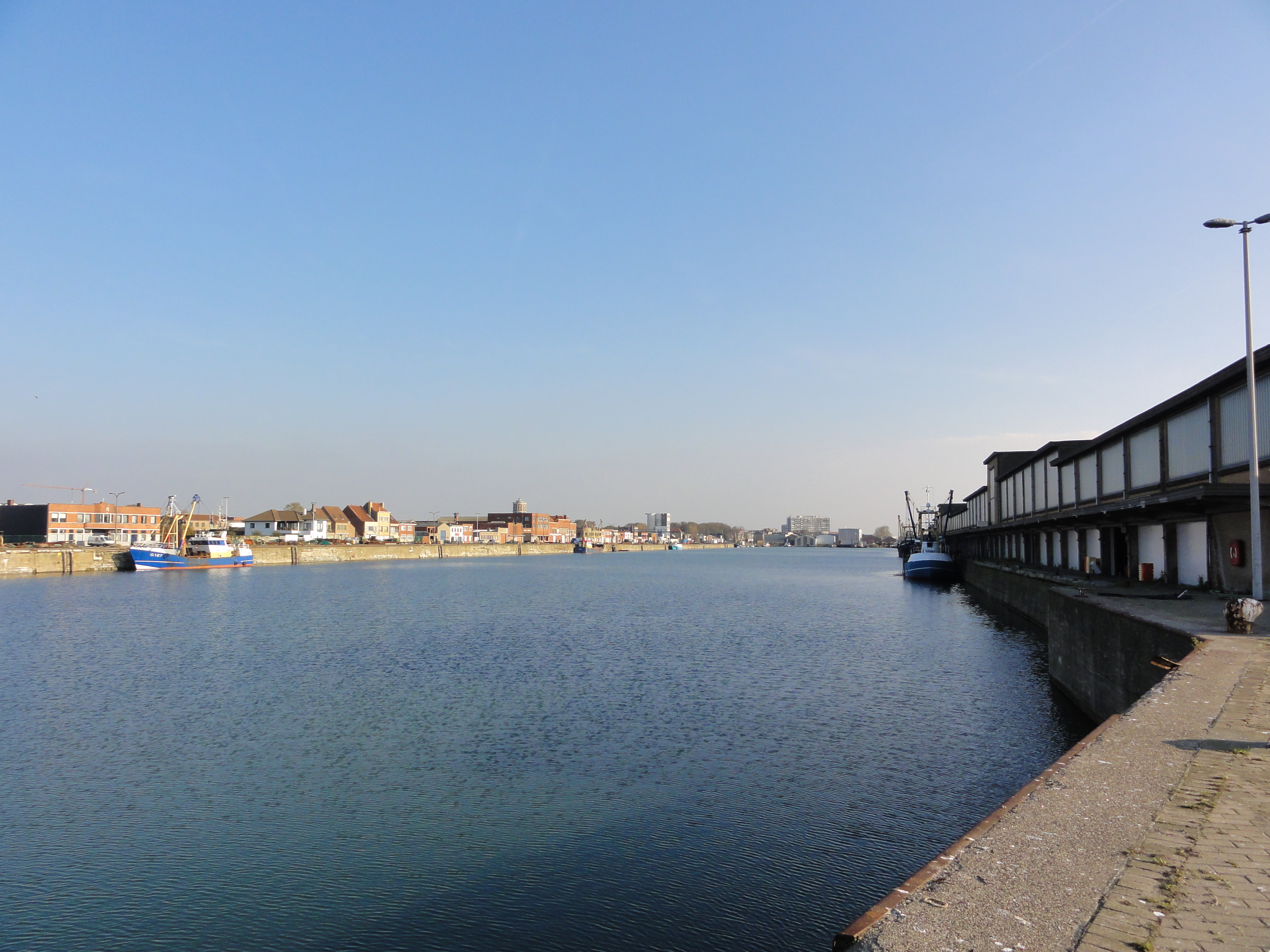
Visserijdok

Het Visserijdok is een dok in de haven van Oostende in België. Het dok ligt aan de oostelijk oever van de haven. Het is ruim 700 m lang en 125 m breed en heeft meer dan 1425 m kaaimuren.
Het dok voor de vissershaven kwam er tijdens het interbellum in de periode 1922-1936, toen de Oostendse haven in oostelijke richting werd uitgebreid, ter vervanging van de oude infrastructuur ten westen van de vaargeul. Voor de uitbreiding werd de toenmalige Vuurtorenwijk onteigend. Ten westen van het dok kwamen gebouwen van de stedelijke vismijn. In 1931 werden aan de noordkant van het dok twee slipways opgetrokken. In 1937 werd een schutsluis gebouwd tussen het dok en de havengeul. Aan de zuidkant werden scheepswerven ingericht.
Begin 21e eeuw wilde men het dok gedeeltelijk dempen om plaats te maken voor haventerreinen, maar de tegen 2010 geplande demping werd uiteindelijk bijgesteld.